# Tabanus iniventris
Tabanus iniventris är en tvåvingeart som beskrevs av Walker 1848. Tabanus iniventris ingår i släktet Tabanus och familjen bromsar. Inga underarter finns listade i Catalogue of Life.